# United States Army Special Forces
United States Army Special Forces eller bare Special Forces, er en elite specialstyrke i den amerikanske hær. Soldater i Special Forces trænes i ukonventionel krigsførelse og specialoperationer. Styrken blev grundlagt i 1952 af oberst Aaron Bank. Medlemmer af styrken kaldes også populært for Green Berets eller Grønne Baretter fordi de bruger grønne baretter som hovedbeklædning. Styrkens officielle motto er De Opresso Liber, latinsk for "At befrie fra undertrykkelse," en reference til deres primære mission som er at træne og hjælpe andre landes styrker.

## Historie
Special Forces blev dannet af flere specialenheder der var aktive under 2. verdenskrig, 1st Special Service Force og operationelle afdelinger under Office of Strategic Services (OSS).
Special Forces Command blev udviklet fra den tidligere Special Operations Division under centeret for psykologisk krigsførelse der blev startet op i maj 1952, med skabelsen af 10th Special Forces Group under oberst Aaron Bank.
Special Forces var de første amerikanske tropper der blev sendt til Vietnam. Begyndende tidligt i 1950'erne blev grupper sendt til landet for at fungere som militærrådgivere for den svækkede sydvietnamesiske hær. Da USA eskalerede sin involvering i Vietnamkrigen fik Special Forces flere missioner i området. Udover at træne Montagnard-folket og andre lokale til modstand mod Nordvietnam udførte de også langtrækkende rekognosceringspatruljer. 5th Special Forces Group blev tildelt sytten Medal of Honor medaljer under deres tjeneste i Vietnam, og blev dermed den højest dekorerede enhed af den størrelse i krigen.

## Den grønne baret
Edson Raff, en af de første officerer i Special Forces, stod efter sigende bag indførelsen af den grønne baret. Den grønne baret måtte oprindelig ikke bruges af den amerikanske hær, men i 1961 autoriserede præsident John F. Kennedy endelig deres brug, men kun i Special Forces. Da præsidenten skulle besøge Special Warfare Center i Fort Bragg i North Carolina 12. oktober 1962 sendte han bud til stedets kommandant, brigadegeneral William P. Yarborough, om at alle Special Forces' soldater skulle bære baret under besøget. Præsidenten mente at da de havde en speciel mission skulle de også have noget der skilte dem ud fra mængden. I 1962 kaldte han den grønne baret for "Et symbol på dygtighed, et æresmærke, og et udmærkelsestegn i kampen for frihed." Udover baretten er Special Forces soldater også kendt for at have en mere uformel fremtræden end andre medlemmer af det amerikanske militær.

## Organisation
U.S. Army Special Forces er inddelt i fem aktive grupper (Special Forces Group (SFG). Hver aktive gruppe har et specifikt regionalt fokus. Soldater tilknyttet disse grupper modtager intensiv træning i den aktuelle regions sprog og kultur.
| Våbenskjold | Gruppe |
| ----------- | --- |
|             | 1st Special Forces Group - 1. bataljon er stationeret på Okinawa, 2. og 3. bataljon i Fort Lewis, Washington. 1st SFG er ansvarlig for stillehavsregionen. |
|             | 3rd Special Forces Group - Har hovedkvarter i Fort Bragg, North Carolina. 3rd SFG er ansvarlige for alle afrikanske lande syd for Sahara, pånær Afrikas Horn. |
|             | 5th Special Forces Group - Har hovedkvarter i Fort Campbell i Kentucky. 5th SFG er ansvarlige for Mellemøsten, den Persiske Golf, det centrale Asien og Afrikas Horn. |
|             | 7th Special Forces Group - 7th SFG er ansvarlige for Latin- og Mellemamerika samt Caribien. De flyttede til Eglin Air Force Base i Florida fra Fort Bragg i 2005. |
|             | 10th Special Forces Group - 1. bataljon er udstationeret i Panzerkaserne ("Kampvognskasernen") i Böblingen nær Stuttgart i Tyskland. 2. og 3. bataljon har hovedkvarter i Fort Carson i Colorado. 10th SFG er ansvarlige for Europa, specielt central- og østeuropa, Balkan, Tyrkiet, Israel samt Libanon og Nordafrika. |
|             | 19th Special Forces Group - Er en af de to Special Forces grupper der er en del af National Guard, det amerikanske hjemmeværn. Gruppen har hovedkvarter i Draper i Utah, med underafdelinger i Washington, West Virginia, Ohio, Rhode Island, Colorado og Californien. 19th SFG har ansvarsområderne Sydøstasien og Stillehavsområdet delt med 5th og 1st SFG. |
|             | 20th Special Forces Group - En af de to Special Forces grupper under National Guard. Gruppen har hovedkvarter i Birmingham, Alabama, med bataljoner i Alabama (1. bataljon), Mississippi (2. bataljon) og Florida (3. bataljon). Derudover er der afdelinger i North Carolina, Chicago, Illinois, Louisville, Kentucky og Pittsburgh i Pennsylvania. 20th SFG har ansvarsområder der dækker 32 lande, blandt andet Latinamerika syd for Mexico og den sydvestlige del af Atlanterhavet. Området deles med 7th SFG. |
|             | Inaktive grupper |
|             | 6th Special Forces Group - Aktiv fra 1963 til 1971. |
|             | 8th Special Forces Group - Aktiv fra 1963 til 1972. |
|             | 11th Special Forces Group - Aktiv fra 1961 til 1992. |
|             | 12th Special Forces Group - Aktiv fra 1961 til 1992. |

## Træning og udvælgelse
Nye mandlige rekrutter i den amerikanske hær, der har anmodet om at komme i Special Forces, begynder deres træning i Fort Benning i Georgia. Fra 2020 er den første kvinde optaget i Special Forces enheder[kilde mangler]. Træningen i Fort Benning består af grundlæggende infanteritræning i et 14 ugers kursus. Efter denne er overstået skal soldaterne gennemføre tre ugers faldskærmstræning, og derefter et forberedelseskursus i Fort Bragg.
Forberedelseskursets formål er at forberede kandidaterne på første del af udvælgelsesfasen, der varer 24 dage. Efter de har bestået denne skal de igennem næste fase der starter med tre ugers træning hvor de skal lære at operere i små grupper. Efter dette skal rekrutter af lavere rang igennem et lederskabskursus i Camp Mackall, hvorefter de igen skal trænes i taktikker for mindre grupper. I umiddelbar forlængelse af dette kursus bliver de trænet i flugt og overlevelse. Den sidste fase er træning i en af de fem specialistroller i Special Forces: Officer, Våbensergent, Ingeniørsergent, Samaritsergent eller Kommunikationssergent. Disse specialer tager mellem 26 og 59 uger alt efter specialet. Til sidst skal soldaterne igennem en storstilet øvelse, og sprogskole, før de få deres skuldermærker mærket med "Special Forces" som tegn på at de nu er en del af styrken.
Efter overstået optagelsestræning kan soldaterne tage langt flere kurser som fx kampdykkere, snigskytter og frit fald med faldskærm.